# Integrální kultura
Integrální kultura, někdy označovaná jako kultura transmoderní, je pojmenování pro rostoucí subkulturu, jejíž členové svými hodnotami a stylem života přesahují dichotomii modernismu a tradicionalismu. Zahrnuje takové jedince, kteří jsou si vědomi systémové povahy dnešních civilizačních problémů a usilovně vytváří nový přístup ke světu.

## Historie a současné užití pojmu
Vizi integrální kultury jako první zformuloval rusko-americký sociolog Pitirim Sorokin ve své knize The Crisis of Our Age (Krize naší doby) z roku 1941 a nezávisle na sobě pojem integrální v polovině dvacátého století používali ještě další dva myslitelé, Šrí Aurobindo v knihách The Life Divine (Božský život) z roku 1942 a Practical Guide To Integral Yoga (Praktický průvodce integrální jógou) z roku 1959 a Jean Gebser v knize The Ever-Present Origin (Všudypřítomný počátek) z roku 1949.
V roce 2000 podal základní charakteristiku integrální kultury americký sociolog Paul H. Ray. Ray provedl během třinácti let výzkumy týkající se více než 100 000 obyvatel USA. Ve výzkumech pro společnost American LIVES, Inc se zabýval výzkumem životních stylů, zájmů, hodnot, očekávání a symbolů v americké společnosti. Tyto výzkumy, které zahrnovaly například zkoumání dopadů hodnot na spotřební chování Američanů a jejich vztah penězům, zdraví, politickým názorům, preferenci médií či míry altruismu, Raye přivedly k objevu společenské vrstvy, pro kterou našel název kulturně kreativní (ang. Cultural Creatives), vrstvy, jež má ztělesňovat nově vznikající integrální kulturu.
Dle definice Paula Raye integrální kultura vychází zčásti z esoterických spirituálních hnutí, která mají původ v renesanci a pokračují nepřerušovaně až dodnes v nově vzniklých náboženstvích i v transcendentálním hnutí první poloviny 19. století. Její kořeny lze najít rovněž u různých myslitelů 20. století, a od 60. let v hnutí New Age, v humanistické a transpersonální psychologii, v ekologickém hnutí a rovněž ve feministickém hnutí. Za podstatnou charakteristiku všech těchto hnutí lze považovat odmítání hlavních prvků moderního pojetí světa a hledání alternativních cest. Obecně je možné říci, že integrální kultura se zaměřuje na vše, co bylo modernismem roztříštěno, to jest na dosažení osobní celistvosti a autenticity, na začleňování se do komunity i na spojení s ostatními po celém světě, na spojení s přírodou, na propojování ekologie a ekonomie, i na syntézu různých názorů a tradic, včetně filosofií Východu a Západu.
Samotné členy integrální kultury, kulturně kreativní, Ray rozlišuje na dvě základní skupiny. Do první skupiny, jež představuje jádro kulturně kreativní subkultury (10,6 % populace, tj. v USA 20 milionů osob), patří lidé pocházejí většinou z vyšší střední společenské vrstvy, kteří uznávající hodnoty zaměřené na rozvoj osobnosti a spiritualitu, i ty „zelené“ a jako myslitelé a tvůrci představují předvoj. Příslušníci druhé skupiny (13 % populace, tj. v USA 24 milionů lidí) patří většinou do střední společenské vrstvy a vyznávají hodnoty zaměřené hlavně na životní prostředí a na sociální záležitosti, a to z více světského úhlu pohledu. O spiritualitu, psychologii a osobnostně zaměřené hodnoty se zajímají jen průměrně a dle Raye se zdá, že přijímají podněty od první skupiny.